# Milenio Live
Milenio Live és un programa setmanal en directe que s'emet a YouTube durant les matinades del divendres al dissabte des de l'Estudi Ànima, al mateix domicili d'Iker Jiménez i Carmen Porter, els qui a més d'ocupar-se personalment de tots els aspectes tècnics i de realització, dirigeixen i presenten el programa.
El 21 de setembre de 2018, Iker Jiménez i Carmen Porter realitzaren una experiència pilot que rebé el títol provisional de 2 en la Noche Live per a comprovar la seva adaptabilitat a la retransmissió en temps real. A partir del segon programa, el format va adquirir la seva identitat definitiva sota la denominació de Milenio Live i de periodicitat setmanal.
Els programes, adaptables a les circumstàncies de cada emissió i els temes abordats, compten amb la col·laboració de l'equip habitual de Cuarto Milenio i s'enriqueixen amb la interacció de tots els usuaris, que tenen l'oportunitat no sols d'enviar els seus missatges o debatre sobre els continguts, sinó també de fer arribar les seves fotografies, vídeos, salutacions i documents en temps real.
El format, que s'emet en directe a través de YouTube, hereta l'esperit periodístic i narratiu d'espais anteriors a la ràdio i podcast com Milenio 3 o Univero Iker. Després de la seva emissió en línia també està disponible en diferit, de forma permanent, tant a través de YouTube com a la web de Mtmad, el canal de vídeos natius en línia de Mediaset Espanya.